# Tabun (canción)
«Tabun» (en japonés: たぶん; literalmente en español, «Probablemente») es el cuarto sencillo lanzado por el dúo de música pop japonés Yoasobi. Fue lanzado el 20 de julio de 2020. La canción está basada en la novela Tabun (たぶん) de Shinano (しなの?).

## Posicionamiento en listas

### Listas semanales
| Listas                    | Mejor posición |
| ------------------------- | -------------- |
| Japan Hot 100 (Billboard) | 15             |

### Listas de fin de año
| Listas (2020)             | Mejor posición |
| ------------------------- | -------------- |
| Japan Hot 100 (Billboard) | 89             |

## Certificaciones
| País         | Certificación | Ventas                 |
| ------------ | ------------- | ---------------------- |
| Japón (RIAJ) | Plata         | 30,000,000 (Streaming) |